# Oxandra euneura
Oxandra euneura är en kirimojaväxtart som beskrevs av Friedrich Ludwig Diels. Oxandra euneura ingår i släktet Oxandra och familjen kirimojaväxter. Inga underarter finns listade i Catalogue of Life.